# Global Wind Day
Global Wind Day är en internationell temadag om vindkraft som genomförs den 15 juni varje år. Global Wind Day ska arbeta för allmänhetens kunskaper om vindkraften som energikälla och öka allmänhetens samt politikers stöd för vindkraftsprojekt.
Svensk Vindkraftförening är arrangör i Sverige och listar vilka vindkraftverk som är öppna under Global Wind Day och under vilka tider.